# Contact Image Sensor

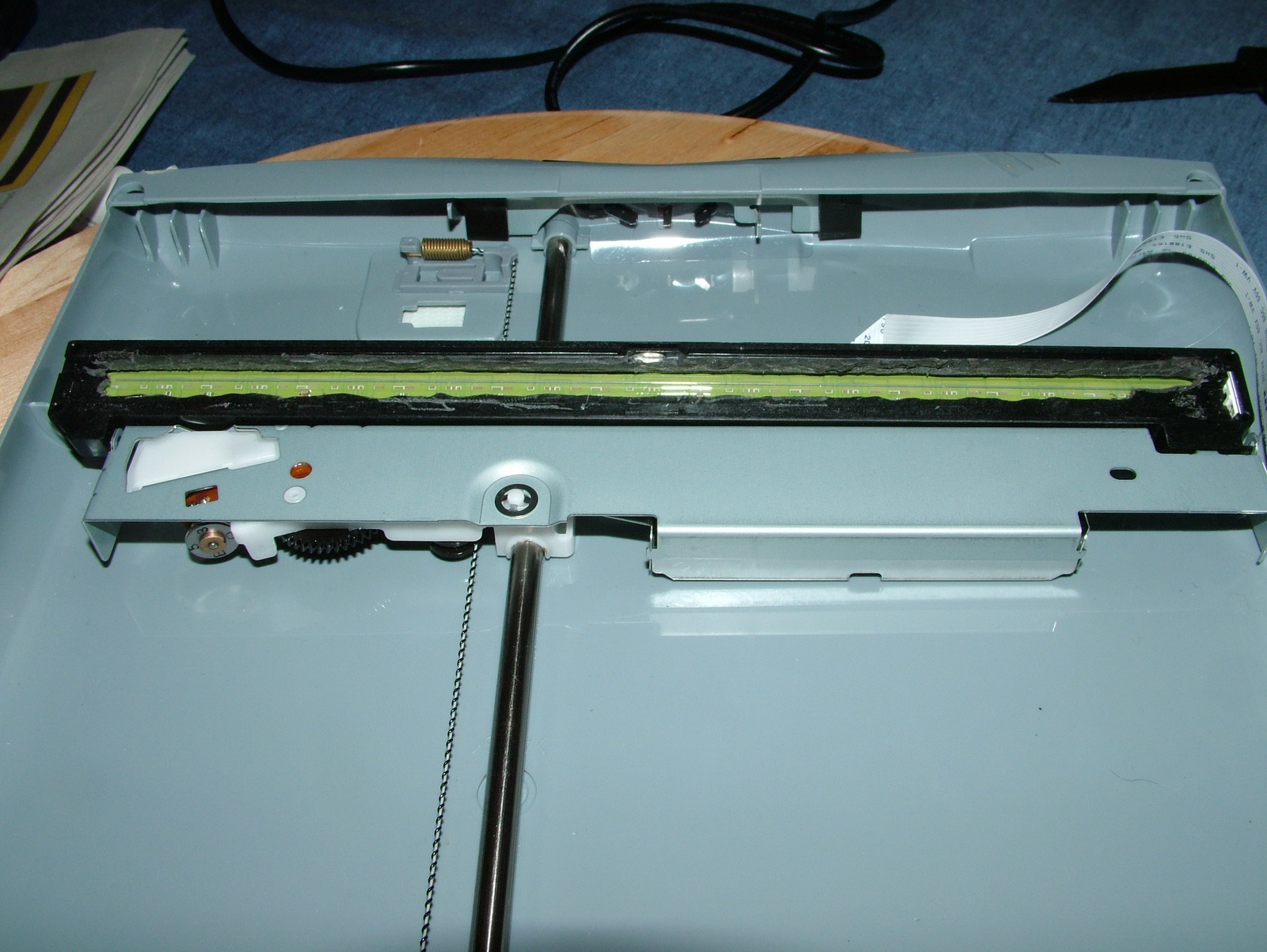
CIS eines Flachbettscanners

Contact Image Sensor (CIS) (deutsch etwa Kontakt-Bildsensor) ist eine kostengünstige, auf CMOS basierende Technologie für Bildsensoren. Hauptsächlich wurde die CIS-Technologie für Faxgeräte eingesetzt, seit einigen Jahren jedoch zunehmend bei Scannern der unteren Preis- und Qualitätskategorie. Der Hersteller Canon nennt diese Technik "LiDE": LED indirect Exposure.

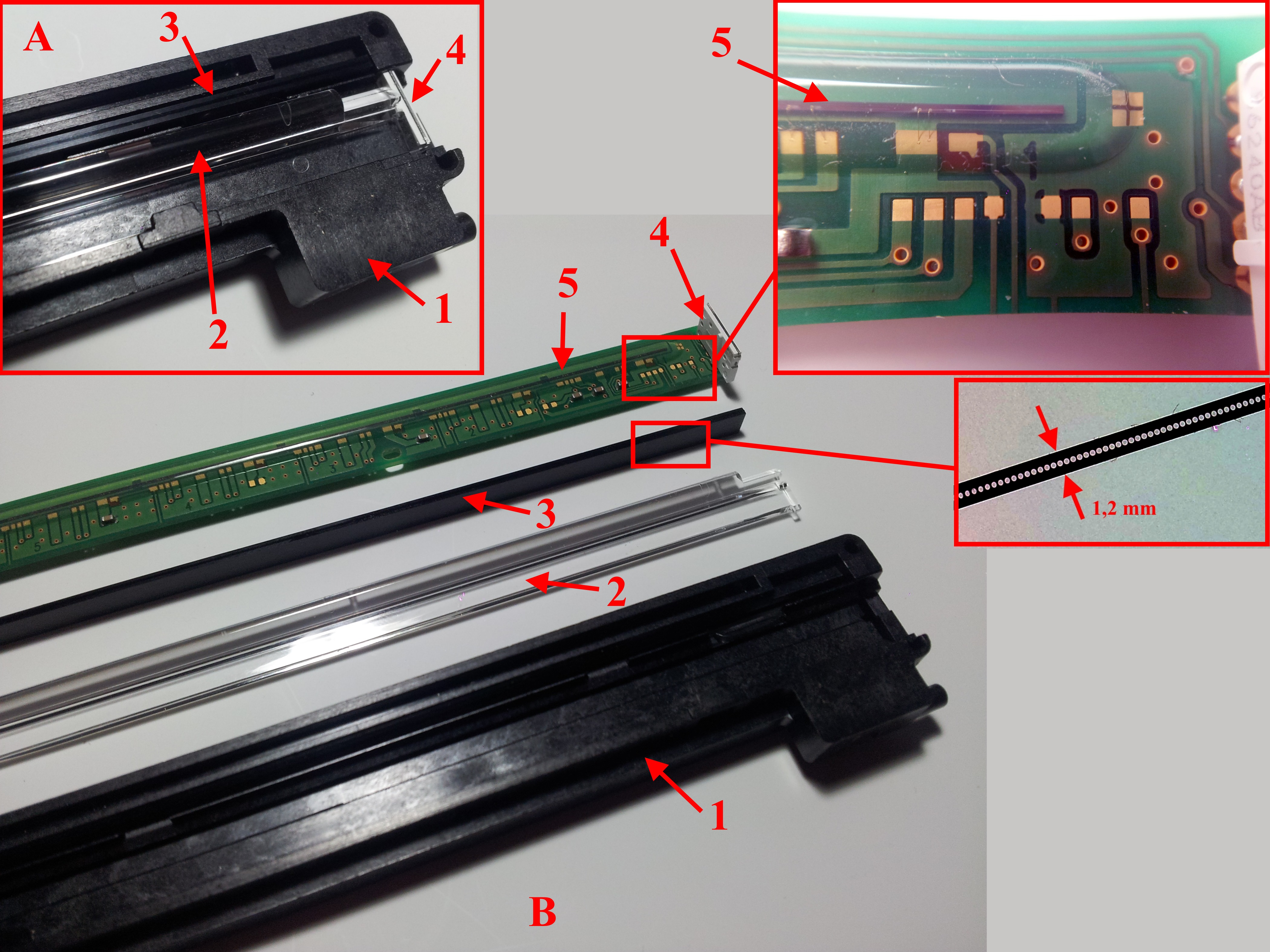
Eine Scaneinheit mit CIS. A: montiert, B: zerlegt; 1: Gehäuse, 2: Lichtleiter, 3: Linsen, 4: Chip mit zwei RGB-LEDs, 5: CIS

CIS liegen meist als Zeilensensor (im Gegensatz zu Flächensensoren bei z. B. Digitalkameras) vor, das heißt einige tausend lichtempfindliche Punkte liegen in einer Reihe. Auf jedem einzelnen dieser Punkte befindet sich eine winzige Kunststofflinse. Die Beleuchtung erfolgt dabei meist über parallel zu den Sensoren angebrachte LEDs – bei Farbscannern über RGB-LEDs. Zur Bilderfassung benötigt der Sensor nahezu direkten Kontakt zur Vorlage – daher die Namensgebung. 
Der Vorteil der CIS-Scanner gegenüber den etablierten CCD-Scannern ist die deutlich geringere Bauhöhe und die kostengünstigere Bauweise durch Wegfall einer komplexen Optik sowie der geringere Stromverbrauch, der mitunter so gesenkt werden konnte, dass USB-Geräte direkt über das USB-Kabel mit Strom versorgt werden können.
Der Nachteil der Technologie liegt in der außerordentlich geringen Schärfentiefe. Bei Vorlagen, die nicht plan aufliegen (z. B. Falten in Dokumenten oder Buchknicke) kommt es deshalb schnell zu Unschärfen. Ein weiterer Nachteil ist ein teilweise starkes Bildrauschen, das jedoch unmittelbar mit der Fertigungsqualität der Sensoren zusammenhängt.